# Route 13 (Uruguay)
Pour les articles homonymes, voir Route 13.
La route 13 (espagnol : ruta 13) est l'une des routes nationales de l'Uruguay. Elle traverse le sud du pays dans une direction ouest-est en passant par les départements de Lavalleja, Maldonado et Rocha.
Par la loi 15497 du 9 décembre 1983, cette route a été désignée avec le nom de l'écrivain oriental Bartolomé Hidalgo.

## Caractéristiques
Cette route fait partie du réseau secondaire national sur l'ensemble de son parcours. Le tronçon entre les routes 8 et 15 est en asphalte, tandis que le tronçon entre Velázquez et la route 16 est en gravier grossier. L'état de cet itinéraire est bon à très bon sur toute sa longueur.

## Parcours
La route 13 a une longueur totale de 110 km, séparée en deux sections. La première est numérotée du km 150 au km 218, commence à la jonction avec la route 8, dans le département de Lavalleja, près de l'arroyo Marmarajá, et se projette vers le nord-est, en traversant le nord du département de Maldonado, pour se terminer à la jonction avec la route 15, au nord-ouest de la ville de Velázquez. Le tronçon suivant est numéroté du km 227 au km 269, et commence à Velázquez, à la jonction avec la route 15, pour se diriger vers l'est jusqu'à sa jonction avec la route 16. 